# 차관회의
차관회의(次官會議)는 대한민국의 중앙행정기관 간의 협조를 긴밀하게 하며 국무회의에 제출된 의안과 국무회의로부터 지시받은 사항을 심의하기 위하여 개최되는 차관 및 차관급 공무원 회의를 말한다. 정례(定例) 차관회의와 임시 차관회의로 구분하되, 정례 차관회의는 매주 1회 소집하고 임시 차관회의는 필요에 따라 그때그때 소집한다. 구성원 과반수의 출석으로 개의(開議)하고, 출석구성원 과반수의 찬성으로 의결한다. 일본에는 이와 유사한 형태의 사무차관회의가 존재한다.

## 설치 근거
- 차관회의 규정

## 구성
- 차관회의는 국무조정실장과 각 부·처의 차관·차장으로 구성된다. 다만, 2명의 차관을 둔 부의 경우에는 그 중 1명이 구성원이 된다.[8]

### 의장
- 국무조정실장은 의장이 되어 회의의 사무를 총괄하고, 소집하며 이를 주재한다.[9]
- 의장이 부득이한 사유로 직무를 수행할 수 없을 때에는 정부조직법 제26조제1항에 규정된 순위에 따르는 차관이 그 직무를 대행한다.[10]

## 배석 및 출석가능자
- 의장은 필요하다고 인정하는 경우에는 중요 직위에 있는 공무원을 차관회의에 배석하게 할 수 있다.[11]
- 외청장은 소관 사무에 관하여 차관회의에 출석하여 발언할 수 있다.[12]
- 법제처 차장은 법령안 및 조약안이 상정되는 차관회의에 배석한다.[13]

## 대리 출석
- 차관 및 차장이 차관회의에 출석하지 못할 때에는 그 바로 하위 직위에 있는 사람이 대리하여 출석한다.[14]
- 대리 출석한 사람은 관계 의안에 관하여 발언할 수 있으나 표결에는 참가할 수 없다.[15]

### 간사
- 행정자치부 의정담당관은 간사를 겸직하며, 차관회의록을 작성한다.[16]
- 차관회의록은 해당 차관회의에 참석했던 배석자에게 송부하여야 한다.[17]

## 같이 보기
- 국무회의